# Mastiffs Canavese 2019
Questa voce raccoglie le informazioni riguardanti i Mastiffs Canavese nelle competizioni ufficiali della stagione 2019.

## Seconda Divisione FIDAF 2019

### Stagione regolare
| Rivarolo Canavese 2 marzo 2019, ore 21:00 | Mastiffs Canavese | 0 – 42 (0-0 0-28 0-0 0-14) referto | Daemons Martesana | C.S. Grande Torino (100 spett.)\| Arbitro: \| A. Gentile \| |
| Arbitro:                                  | A. Gentile        |                                    |                   |                                                             |

| Rivarolo Canavese 16 marzo 2019, ore 21:00 | Mastiffs Canavese | 13 – 55 (0-13 7-14 6-13 0-15) referto | Bengals Brescia | C.S. Grande Torino (100 spett.)\| Arbitro: \| A. Gentile \| |
| Arbitro:                                   | A. Gentile        |                                       |                 |                                                             |

| Palermo 14 aprile 2019, ore 14:00 | Sharks Palermo | 20 – 14 (7-7 7-0 0-0 6-7) referto | Mastiffs Canavese | C.S. Tommaso Natale\| Arbitro: \| Cuppari \| |
| Arbitro:                          | Cuppari        |                                   |                   |                                              |

| Rivarolo Canavese 28 aprile 2019, ore 19:00 | Mastiffs Canavese | 54 – 40 (14-6 14-14 8-12 18-8) referto | Gorillas Varese | C.S. Grande Torino (100 spett.)\| Arbitro: \| Camossa \| |
| Arbitro:                                    | Camossa           |                                        |                 |                                                          |

| Bienate 11 maggio 2019, ore 20:30 | Blue Storms Busto Arsizio | 6 – 13 (0-0 0-7 6-6 0-0) referto | Mastiffs Canavese | C.S. Bienate (50 spett.)\| Arbitro: \| A. Maghini \| |
| Arbitro:                          | A. Maghini                |                                  |                   |                                                      |

| Rivarolo Canavese 18 maggio 2019, ore 18:00 | Mastiffs Canavese | 12 – 38 (6-7 6-7 0-6 0-18) referto | Rhinos Milano | C.S. Grande Torino (70 spett.)\| Arbitro: \| M. Bernardi \| |
| Arbitro:                                    | M. Bernardi       |                                    |               |                                                             |

| Desio 22 maggio 2019, ore 21:05 | Hammers Monza Brianza | 0 – 25 (0-6 0-6 0-6 0-7) referto | Mastiffs Canavese | C.S. Comunale (100 spett.)\| Arbitro: \| Zampedri \| |
| Arbitro:                        | Zampedri              |                                  |                   |                                                      |

| Vedano Olona 25 maggio 2019, ore 18:30 | Skorpions Varese | 27 – 7 (0-7 13-0 7-0 7-0) referto | Mastiffs Canavese | Campo Skorpions Varese (90 spett.)\| Arbitro: \| B. Jovanivic \| |
| Arbitro:                               | B. Jovanivic     |                                   |                   |                                                                  |

### Playoff
| Pescantina 8 giugno 2019, ore 20:45 | Mastini Verona | 35 – 0 (14-0 7-0 14-0 0-0) referto | Mastiffs Canavese | Velodromo San Lorenzo (150 spett.)\| Arbitro: \| Sala \| |
| Arbitro:                            | Sala           |                                    |                   |                                                          |

## Statistiche di squadra
| Competizione      | %Vittorie | In casa | In casa | In casa | In casa | In casa | In casa | In trasferta | In trasferta | In trasferta | In trasferta | In trasferta | In trasferta | Totale | Totale | Totale | Totale | Totale | Totale |
| Competizione      | %Vittorie | G       | V       | N       | P       | Pf      | Ps      | G            | V            | N            | P            | Pf           | Ps           | G      | V      | N      | P      | Pf     | Ps     |
| ----------------- | --------- | ------- | ------- | ------- | ------- | ------- | ------- | ------------ | ------------ | ------------ | ------------ | ------------ | ------------ | ------ | ------ | ------ | ------ | ------ | ------ |
| Stagione regolare | .375      | 4       | 1       | 0       | 3       | 79      | 175     | 4            | 2            | 0            | 2            | 59           | 53           | 8      | 3      | 0      | 5      | 138    | 228    |
| Playoff           | .000      | 0       | 0       | 0       | 0       | 0       | 0       | 1            | 0            | 0            | 1            | 0            | 35           | 1      | 0      | 0      | 1      | 0      | 35     |
| Totale            | .333      | 4       | 1       | 0       | 3       | 79      | 175     | 5            | 2            | 0            | 3            | 59           | 88           | 9      | 3      | 0      | 6      | 138    | 263    |

## Statistiche personali

### Marcatori
| Giocatore       | Ruolo | TD rush | TD recv | TD int | TD p.ret | TD k.ret | TD oth | Xp1 | Xp2 | FG | Saf | Totale |
| --------------- | ----- | ------- | ------- | ------ | -------- | -------- | ------ | --- | --- | -- | --- | ------ |
| M. Garetto      |       | 9       | 0       | 0      | 0        | 0        | 0      | 0   | 3   | 0  | 0   | 60     |
| A. Calandruccio |       | 6       | 0       | 0      | 0        | 0        | 0      | 0   | 0   | 0  | 0   | 36     |
| R. Panato       |       | 2       | 2       | 0      | 0        | 0        | 0      | 6   | 0   | 0  | 0   | 30     |
| S. Regaldo      |       | 0       | 1       | 0      | 0        | 0        | 0      | 0   | 0   | 0  | 0   | 6      |
| A. Saidy        |       | 1       | 0       | 0      | 0        | 0        | 0      | 0   | 0   | 0  | 0   | 6      |

### Passer rating
| Giocatore       | G   | Att   | Comp | Int | Yds    | TD  | NFL   | NCAA    |
| --------------- | --- | ----- | ---- | --- | ------ | --- | ----- | ------- |
| F. Nicoletti    | 5   | 28    | 9    | 1   | 57     | 0   | 26,49 | 42,10   |
| A. Calandruccio | 5+1 | 58+11 | 11+2 | 5+2 | 154+20 | 1+0 | 4,83  | 24,52   |
| A. Megna        | 1   | 1     | 0    | 1   | 0      | 0   | 0,00  | -200,00 |
| R. Panato       | 1   | 1     | 0    | 0   | 0      | 0   | 39,58 | 0,00    |
| Team            | 2+1 | 0+0   | 0+0  | 0+0 | -38-5  | 0+0 |       |         |